# Thymus herba-barona subsp. bivalens
La farigola d'Alfàbia o Thymus herba-barona subsp. bivalens és una planta de la família Lamiaceae endèmica de la Serra d'Alfàbia a l'illa de Mallorca.
Aquesta planta és un camèfit ramificat, amb molta facilitat per reproduir-se vegetativament però amb reproducció sexual poc efectiva en la població natural. La seva floració té una durada aproximada d'un mes, tot i que darrerament, degut a canvis del microclima on es troba la població, aquesta s'ha allargat i escalonat en el temps. És un tàxon ginodioic, és a dir, les plantes són hermafrodites, però algunes tenen els estams de les flors atrofiats, de manera que es comporten com a femelles. Presenta pol·linització entomòfila. La dispersió de les llavors en la població natural és barocora, per gravetat.
Fou descoberta el 1990 i es cregué que era el mateix tàxon ja descrit l'any 1807 a partir d'exemplars de Còrsega i també present a Sardenya. Però l'any 1998, es considerà que les diferències en alguns aspectes morfològics i cromosòmics eren prou importants perquè la població de Mallorca fos considerada una subespècie nova, endèmica de Mallorca. Habita unes clarianes de matolls de la serra d'Alfàbia juntament amb altres espècies com Micromeria filiformis, Rosmarinus officinalis, Teucrium marum subsp. occidentale, Hypericum balearicum, Erica multiflora, Thymelaea velutina, Ampelodesmos mauritanica i altres. Ocupa un espai de no més de 1000 m2, i compta amb uns 150 individus. Es veu sotmesa a la competència per l'espai i per la llum amb altres espècies com el càrritx (A. mauritanica).